# Голосеевская пустынь
Свято-Покровский мужской монастырь,  Голосеевская пустынь — скит Киево-Печерской Лавры, расположенный в лесу на южной окраине Киева. Голосеевская пустынь — место монашеских подвигов киевских подвижников благочестия XVIII—XIX веков, а со второй половины XIX столетия — резиденция Киевских митрополитов.

## История возникновения
В XVIII в. «на голой земле» был заложен (то есть «посеян») лесопарк, отчего вся местность получила название Голосеево. Святитель Пётр Могила (1596—1647) построил здесь храм во имя великомученика Иоанна Нового, Сочавского и основал загородный скит Лавры. Пустынь стала летней резиденцией Киевских Митрополитов – священноархимандритов Лавры. 
В 1845 году митрополит Филарет (Амфитеатров), особо любивший эту пустынь, построил каменный храм с двумя приделами: Трёх Святителей и Иоанна Сочавского. В 1910–1912 гг. был построен каменный храм (ему предшествовал деревянный) в честь иконы Божией Матери «Живоносный Источник». Кроме храмов, в Голосеево находились: летний дом Митрополитов с домовым храмом преподобного Иоанна Многострадального, гостиница, главный хозяйственный двор Лавры и другие постройки – числом до 10 корпусов.
В Голосеево подвизались такие святые, как святитель Филарет (Амфитеатров) и его духовник преподобный Парфений (1790—1855), преподобный Алексий Голосеевский (1840—1917), Христа ради юродивые Феофил (†1853) и Паисий (†1893).

## Двадцатый век
Пустынь упразднили в 1926 году. Были разрушены все храмы и здания, кроме летнего дома Митрополитов.
В 1993 году обитель открыли как скит Лавры. В том же году были обретены мощи преподобного Алексия Голосеевского, Киевского. Открыт храм преподобного Иоанна Многострадального. В 1996 году обитель стала самостоятельной. В 1999 году в храме обновились 2 иконы: Богородица «Плачущая» и образ Господа с Богородицей, и Архангелом Михаилом, и великомучеником Георгием Победоносцем.

## Руководство
С 1993 года по настоящее время настоятелем-игуменом монастыря является архиепископ Исаакий (Андроник).

## Святыни
- Мощи преподобного Алексия Голосеевского, Киевского.
- Икона с частицей мощей великомученика Иоанна Сочавского.
- Икона с частицей мощей священномученика Николая Искровского
- Мощи и гробница Матушки Алипии